# Châteaurenard
Châteaurenard är en kommun i departementet Bouches-du-Rhône i regionen Provence-Alpes-Côte d'Azur i sydöstra Frankrike. Kommunen ligger  i kantonen Châteaurenard som ligger i arrondissementet Arles. År 2022 hade Châteaurenard 16 668 invånare.

## Befolkningsutveckling
Antalet invånare i kommunen Châteaurenard
Referens:INSEE

## Vänorter
- Altenholz, Tyskland
- Villanova d'Asti, Italien